# Tabita Gaitán
Tabita Carolina Gaitán Hernández (* 23. März 2006 in Guatemala-Stadt) ist eine guatemaltekische Squashspielerin.

## Karriere
Tabita Gaitán spielte 2022 erstmals auf der PSA World Tour und erreichte am 1. Januar 2024 mit Rang 131 ihre höchste Platzierung in der Weltrangliste. Im selben Jahr vertrat sie Guatemala bei den Panamerikameisterschaften erstmals international, kam jedoch nicht über die erste Runde hinaus. Besser verliefen die Panamerikameisterschaften 2023, bei denen sie das Achtelfinale erreichte. Parallel startete sie auch bei den Panamerikameisterschaften der U19-Juniorinnen und zog ins Finale gegen die US-Amerikanerin Samantha Jaffe ein. Sie unterlag Jaffe in drei Sätzen.
Bei den Panamerikanischen Spielen 2023 in Santiago de Chile ging Gaitán in drei Wettkämpfen an den Start. Im Einzel schied sie in der ersten Runde gegen Hollie Naughton aus und kam mit der Mannschaft nicht über den achten und damit letzten Platz hinaus. Mit Luis Quisquinay gewann Gaitán im Mixed die Bronzemedaille.

## Erfolge
- Panamerikanische Spiele: 1 × Bronze (Mixed 2023)